# 小倉清水郵便局
小倉清水郵便局（こくらきよみずゆうびんきょく）は、福岡県北九州市小倉北区清水にある郵便局。民営化前の分類では無集配特定郵便局であった。

## 概要
住所：〒803-0841 福岡県北九州市小倉北区清水2-12-22
全国初の「コンビニの中に設置された郵便局」である。旧局舎の老朽化に伴う建て替えを検討する中で、敷地内に空きスペースを有していた近接（旧局舎からおよそ40メートル）のローソン小倉清水二丁目店が候補地にあがり、同店を増床する形で2007年（平成19年）9月3日に移転オープンした。
ローソンと郵政事業庁（当時）との間では、2002年（平成14年）に提携関係が結ばれており、これまでローソン店舗へのポストの設置や、一部の郵便局舎内へのローソン出店（ポスタルローソン）、ローソン店舗でのゆうパック荷受開始などの提携を進めてきた。この事例も民営化後を睨んだ両社の提携の一環である。

### 店舗の特徴
ローソン店舗と郵便局店舗は建物内で相互に行き来することができ、両店舗間には簡単な休憩コーナーが設けられている。また、ローソン側にも西日本シティ銀行が管理するローソンATMが設置されており、ゆうちょ銀行ATMが休止中でも、西日本シティ銀行とゆうちょ銀行の提携内容に準じる形で貯金の出し入れができるが、この場合は預入・引出手数料が必要となる。
ローソンの青い看板に続いて取り付けられている郵便局の看板は、日本郵政公社時代の2007年（平成19年）9月のみ、全て白地で郵便局側入口上に郵便局の旧ロゴマークが掲げられていた。現在のゆうびんきょくオレンジに塗られた看板は、民営化後に換装されたものである。

## 沿革
- 1941年（昭和16年）5月1日 - 開局。
- 1954年（昭和29年）3月1日 - 和文電報受付事務の取扱を開始[2]。
- 2007年（平成19年）9月3日 - 小倉北区清水二丁目11-3から同12-22へ移転[3]（ローソンに併設）。
- 2007年（平成19年）10月1日 - 民営化。
- 2012年（平成24年）10月1日 - 日本郵便株式会社発足。

## 取扱内容
- 郵便、印紙、ゆうパック、内容証明
- 貯金、為替、振替、振込、国債
- 生命保険、バイク自賠責保険
- ゆうちょ銀行ATM

## 周辺
- 九州歯科大学本部・清水キャンパス
- 東筑紫短期大学
- 九州栄養福祉大学
- 福岡県立小倉西高等学校
- 東筑紫学園高等学校・照曜館中学校
- 北九州市立清水小学校

## アクセス
- JR日豊本線 南小倉駅から徒歩約8分
- 西鉄バス 清水交差点停留所下車
- 北九州高速1号線 下到津出入口から南へ、同4号線 紫川出入口から北西へそれぞれ約1km
- 国道3号 清水交差点を北へ折れてすぐ